# دوریان توما
دوریان توما (انگلیسی: Dorianne Theuma؛ زادهٔ ۱۷ مهٔ ۱۹۸۴) بازیکن فوتبال اهل مالت است.
وی همچنین در تیم ملی فوتبال Malta بازی کرده‌است.